# Вовк Андрій Петрович
Андрій Петрович Вовк (нар. 7 жовтня 1967, Гусятин) — український теле- радіожурналіст-міжнародник. У травні 1998 року на посаді редактора Тернопільської радіостанції «РадіоТОН» готує свій перший матеріал для української редакції всесвітньовідомої радіостанції «Голос Америки» («VOA»). Вперше за всю історію редакції у Вашингтоні репортаж потрапляє в ефір як матеріал не їхнього кореспондента в Україні, і започатковує кількарічну співпрацю з «Голосом Америки» у позаштатному статусі. Єдиний спостерігач на виборах президента України (штаб Віктора Ющенка) у Берліні 2010 року. Формування громадської думки щодо виборів через поширення у німецьких («DW») та українських загальнонаціональних («1+1», «УНІАН») мас-медіа. Участь у передачі «Auf gute Nachbarschaft» («На добросусідство») німецького телеканалу «MDR» як протагоніст — український журналіст у програмі «Ukraine: Krim — das Mallorca des Ostens» («Крим: Мальорка Сходу»). Висвітлення Євромайдану в Києві та Чернівцях, документальний фільм «Жіноча сотня Майдану» («Frauen-Hundertschaft vom Majdan») у програмі «Yourope» німецько-французького телеканалу «arte», волонтер «Громадського телебачення» в Чернівцях (2013). Один з авторів у книзі «Майдан! Україна, Європа» («Majdan! Ukraine, Europa»), виданої 2014 року в берлінському видавництві edition.fotoTAPETA. Один із засновників громадської організації translit e.V. Член Німецької спілки журналістів (Deutscher Jourrnalistenverband Berlin e.V)

## Біографія
Народився 7 жовтня 1967 року в Гусятині Тернопільської області.
1988—1993 — навчання на факультеті журналістики Львівського державного університету імені Івана Франка. Спеціалізація — тележурналістика
1992—1994 — репортер, редактор відділу новин однієї з перших недержавних телекомпаній України — незалежної українсько-канадської телекомпанії «Міст». Висвітлення місцевих та регіональних новин, співпраця з об'єднанням УНІКА-TV на загальноукраїнському телепросторі, робота над програмою «Вісник України» (репортажі, редагування, ведучий) для подальшої трансляції в телепрограмі «Світогляд» української діаспори на телеканалах Канади, США, Великої Британії, Австралії
1994-95 — прессекретар, згодом в. о. завідувача відділу інформації Львівської міської ради
1996 — прессекретар Львівської обласної організації Всеукраїнського громадського об'єднання «Порозуміння» під головуванням Леоніда Кравчука
1996—2001 — репортер, редактор відділу інформації недержавної комерційної Тернопільської телекомпанії «TV-4». Співпраця з телеканалами «СТБ» («Вікна»), «Новий канал», «Студія „1+1“» («ТСН») 
2002—2003 — кореспондент телеканалу «Інтер» та «Громадського радіо» (Олександра Кривенка) на Тернопіллі
2004—2005 — репортер і ведучий випуску новин «Факти» українсько-польської радіостанції «РадіоМан 91.1 FM»
2006—2008 — львівський кореспондент німецькомовної програми радіо «BBC-RFI Sachsenmagazin»
Кореспондент української редакції радіостанції «Німецька хвиля» («DW») — 2002—2005 у Тернополі та 2010—2011 у Берліні
2011—2012 — навчання у Берлінській школі журналістики (BWK). Практика в редакції новин одного з провідних німецьких суспільно-правових телеканалів «ZDF» («ZDF Landesstudio Hessen»). Тема біженців та як їх сприймають місцеві мешканці окремих земель Німеччини
З 2012 — співпраця у галузі відеодокументації з Центром «Gedankendach» при Чернівецькому національному університеті імені Юрія Федьковича
З 2013 — подальша співпраця з німецьким телеканалом «MDR»

## Особисте життя
Одружений, разом з дружиною Каті виховує доньку Маріану. Захоплюється музикою та риболовлею